# Белий Поток-при-Франколовем
Белий Поток-при-Франколовем (словен. Beli Potok pri Frankolovem) — поселення в общині Войник, Савинський регіон, Словенія. 
Висота над рівнем моря: 440 м.